# Музей Отто Панкока (Хюнксе)
Музей Отто Панкока (нем. Otto-Pankok-Museum) коммуны Хюнксе (Северный Рейн-Вестфалия, Германия) расположен в усадьбе Эссельт в сельском районе Дрефенакк.

## Общие сведения
Музей экспонирует работы художника Отто Панкока, который приобрел поместье в 1950-х годах и прожил там до своей смерти в 1966 году.
Музей был основан в 1968 году женой художника Хульдой Панкок, урожденной Дросте. После её смерти он находился в ведении его дочери Евы Панкок (умерла в 2016 году) и до сих пор является единственным музеем в коммуне Хюнксе (кроме местного краеведческого музея). Музей насчитывает 12 тысяч работ художника. Среди них выделяется работа под названием "Христос переламывает винтовку", копия которой украшает офис местного отделения партии СДПГ.
Отдельной большой темой является цикл рисунков углем под названием "Еврейская судьба". Художник ненавидит фашизм и изображает страдания узников концлагерей и драму холокоста.
Для сохранения музея организован Фонд и Общество Отто Панкока. Они регулярно устраивают в музее "дни открытых дверей". При музее работает издательство, специализирующееся на книгах и альбомах по искусству и, в первую очередь, на изданиях работ Отто Паркока.
В 2018 году принято решение о капитальной реконструкции музейного здания и окружающего пространства. На это государство выделило около 2 миллионов евро. Ожидается, что основные работы будут закончены в 2020 году, а до этого доступ к экспозиции ограничен.
Посещение музея бесплатное, но время работы ограничено (суббота и воскресенье с 10 до 18 часов).

## Другие музеи и экспозиции Отто Панкока
- Музей Отто Панкока в Гильденхаусе (Бад-Бентхайм, Нижняя Саксония)[8].
- Экспозиция работ художника на его родине в Мюльхайме на Руре (местный Музей искусств).